# MUSASHI -GUN道-
『MUSASHI -GUN道-』是Monkey Punch原作時代劇槍械動作動畫作品。於2006年4月9日起BS-i逢星期日上午9:30～10:00放映，一共26集。此外，從2006年5月13日起，在GyaO免費收看。
標題的讀法為「GUN道MUSASHI」，但是在不同的媒介有不同的標題。於BS-i以『MUSASHI』（ムサシ）、イーネットフロンティア為『GUN道 MUSASHI』（ガンどう ムサシ）、其他名稱為『GUNDOH ムサシ』（ガンドー ムサシ），有這樣的記述，表題在GyaO以『MUSASHI -GUN道-』，同時是一般對此作品的稱呼。

## 概要
這作品是『魯邦三世』的原作者Monkey Punch花了十二年的時間所構成的成品。由於低素質的動畫制作引起了廣泛的話題作品。本作的話題性及人氣，2006年5月中旬在GyaO綜合節目排名為第一位、而無修改版本的DVD在日本的排名位於前列。

## 故事
與現實世界不同的是，由豐臣家統治日本，此外各地出現妖怪，武藏開始了討伐妖怪的工作。

## 登場人物
表記是「登場人物名：声優」。

### 武藏一方
與武藏同行以及跟武藏為友好關係的人物。
宮本武藏（ミヤモトムサシ）：浪川大輔
本作的武藏，名字以平假名顯示。二丁拳銃對特殊用的彈藥，以（陰陽彈？）和作戰的少年。
浪人：堀川仁
忍者太郎（ニンジャ太郎）：小林优
デスペラード：柳沢真由美
辉夜(カグヤ)：河原木志穂
豐臣秀吉的養女於大阪城居住。
ダンジョウ：山野井仁
タクアン和尚：田中総一郎
茶毘之字 ：廣田行生
猿飛佐助（さるとび さすけ）：小林优
夢姫（ゆめひめ）：中村千繪
ウラシマ：五十嵐麗
馬

### アヤカシ
與武藏敵對的怪物。
夜叉：五十嵐麗
リョウゲン：斎藤志郎
正體為德川家康。
ジジョウダ
ガンダダーン：根本圭子
アヤカシカラス：桐井大介
アヤカシフクロウ
アヤカシ武田信玄（たけだ しんげん）：西凛太朗
気の塊：赤城進
餓鬼魂（がきこん）

### 其他人物
吉岡傳七郎（よしおか でんしちろう）：赤城進
兄・吉岡清十郎仇恨帶領超過50人與武藏決鬥、在一城寺的決鬥敗給武藏。
師範：赤城進
明智光秀桐井大介
石川五右衛門赤城進
繼續了第一代石川五右衛門的第二代。
小早川秀秋：武藤正史
真田幸村（さなだ ゆきむら）：木下紗華
三好清海入道（みよし せいかいにゅうどう）：飯島肇
霧隱才藏：増田裕生
真田十勇士其一，身型瘦削。使用手裡劍。
根津甚八（ねづ じんぱち）：赤城進
真田十勇士其一。
豐臣秀賴（とよとみ ひでより）：笹島かほる
豊臣秀吉兒子。
石田三成（いしだ みつなり）：赤城進
關原之戰西軍總大將。協助對政治沒有興趣的秀賴。
德川秀忠（とくがわ　ひでただ）：木下尚紀
德川家康的三男。
ガン鬼

ラセツ

佐佐木小次郎（ささき こじろう）：櫻井孝宏
武藏的宿敵、槍道的大師。
與史實不符的是本作品的小次郎是女性，卻由男性擔當配音。
豐臣秀吉（とよとみひでよし）

## MUSASHI世界裡的「歷史」
- 1500年初期　列奥纳多·达·芬奇死亡
- 1573年　武田信玄死亡
- 1582年　明智光秀發起本能寺之變。光秀和織田信長死亡。
- 1597年－慶長之役豊臣軍取得勝利。反對出兵的德川家康失去了權力。
- 1600年7月 石田三成出兵。アヤカシ自千年的沉睡中覺醒。
- 1600年9月 關原之戰爆發。在小早川秀秋活躍下，西軍取得勝利。
- 豐臣秀賴就任征夷大將軍。
- 於大阪創世豐臣幕府。
- 1603年 家康與見面。
- 江戶被妖怪佔領。
- 1605年 在一城寺下進行決鬥（第1話）。

## 製作團隊
- 原作 - Monkey Punch
- 監督 - 木下勇喜
- 人物設計 - 須田正巳
- 主要腳本統籌 - 酒井直行
- 美術監督 - 中原英統
- 音響監督 - 高桑一
- 音響製作 - 平田哲、明瀬礼洋（Dax Production）
- 音樂監督 - 石黒典生
- 劇中音楽 - 小池敦、杉本善德
- 編輯 - 西山茂（リアル・ティ）
- 製作統括製作人 - 菅谷信行
- 動畫製作 - ACC Production製作工作室
- 製作 - 「MUSASHI」製作委員会（ACC Production、E-NET Frontier）

## 主題曲
片頭曲
「GHOST BUSTERZ」（1 - 14話）
歌 - ULTRA BRAiN
「Glitter」（15話 - ）
歌 - Phantasmagoria
片尾曲
「STYLE」（1 - 14話）
歌 - Kimeru
「艶色の光」（15話 - ）
歌 - 青山愛（野本愛）

## 各話列表

### 各話標題
各方面的預告和播放時的標題和簡介有時會不一致。各種媒體是指以BS-i開始的作品介紹和動畫雜誌的發表。
|            | 實際播放   | 各種媒體發表 | 下回預告   |
| ---------- | ---------- | ------------ | ---------- |
| 第1話      |            |              |            |
| 第2話      |            |              |            |
| 第3話      |            |              |            |
| 第4話      |            |              |            |
| 第5話      |            |              |            |
| 第6話      |            |              |            |
| 第7話      |            |              |            |
| 第8話      |            |              |            |
| 第9話      |            |              |            |
| 第10話     |            |              |            |
| 第11話     |            |              |            |
| 總集篇     |            | 総集編       | （無預告） |
| 第12話     | 猿飛佐助   | 猿飛佐助     |            |
| 第13話     |            |              |            |
| 第14話     |            |              |            |
| 第15話     |            |              |            |
| 第16話     |            |              |            |
| 第17話     |            |              |            |
| 第18話     |            |              |            |
| 第19話     |            |              |            |
| 第20話     |            |              |            |
| 第21話     |            |              |            |
| 第22話     |            |              |            |
| 第23話     |            |              |            |
| 第24話     |            |              |            |
| 第25話     |            |              |            |
| 第26話     |            |              |            |
| 總集編1    |            | 預定標題     |            |
| 總集編2    |            | -            |            |
| 總集完結編 | 總集完結編 | 不適用       | 不適用     |

### 各話製作人員
| 話數 | 標題 | 腳本     | 分鏡              | 演出         | 作畫監督        |
| ---- | ---- | -------- | ----------------- | ------------ | --------------- |
| 1    |      | 酒井直行 | 木下勇喜          | 木下勇喜     | 木下勇喜        |
| 2    |      | 酒井直行 | 福富博            | 国立宏       | 木下勇喜 倲偉文 |
| 3    |      | 酒井直行 | 福富博            | 深大寺ワタル | 陳龍 倲偉文     |
| 4    |      | 酒井直行 | 勝間田具治        | 深大寺ワタル | 陳龍            |
| 5    |      | 酒井直行 | 福富博            | 深大寺ワタル | 陳龍 倲偉文     |
| 6    |      | 酒井直行 | 木下勇喜          | 木下勇喜     | 木下勇喜        |
| 7    |      | 酒井直行 | 福富博            | 秋津稔       | 白南烈          |
| 8    |      | 酒井直行 | 勝間田具治        | 深大寺ワタル | 白南烈 姜致根   |
| 9    |      | 酒井直行 | 福富博            | 秋津稔       | 木下勇喜        |
| 10   |      | 酒井直行 | 渡部英雄          | 国立秀雄     | 倲偉文          |
| 11   |      | 酒井直行 | 勝間田具治        | 深大寺ワタル | 姜致根          |
| 12   |      | 酒井直行 | 福冨博            | 深大寺ワタル | 姜致根          |
| 13   |      | 酒井直行 | 渡部英雄 木下勇喜 | 深大寺ワタル | 姜致根          |
| 14   |      | 酒井直行 | 勝間田具治        | 秋津稔       | 姜致根          |
| 15   |      | 酒井直行 | 福富博            | 国立秀雄     | 姜致根          |
| 16   |      | 酒井直行 | 勝間田具治        | 国立秀雄     | 姜致根          |
| 17   |      | 酒井直行 | 福富博            | 秋津稔       | 姜致根          |
| 18   |      | 酒井直行 | 渡部英雄 木下勇喜 | 秋津稔       | 姜致根          |
| 19   |      | 酒井直行 | 福富博            | 国立秀雄     | 姜致根          |
| 20   |      | 酒井直行 | 勝間田具治        | 秋津稔       | 姜致根          |
| 21   |      | 酒井直行 | 福富博            | 秋津稔       | 姜致根          |
| 22   |      | 酒井直行 | 勝間田具治        | 国立秀雄     | 姜致根          |
| 23   |      | 酒井直行 | 福富博            | 秋津稔       | 姜致根          |
| 24   |      | 酒井直行 | 木下勇喜          | 木下勇喜     | 姜致根          |
| 25   |      | 酒井直行 | 勝間田具治        | 国立秀雄     | 姜致根          |
| 26   |      | 酒井直行 | 福富博            | 秋津稔       | 姜致根          |

## 相關商品
- 電視播映原版DVD-BOX（2006年7月7日發售。1話-8話。初回限定版本・5枚一組）

- Orginal Soundtrack（預定2006年9月20日發行，但似乎中止了發行）

## 外部連結
- BS-i介紹網頁
- イーネット・フロンティア 作品紹介サイト
- MUSASHI -GUN道- Wiki（日語）